# Mycin
Mycin – regułowy system ekspertowy stworzony w latach 70. XX wieku na uniwersytecie w Stanford. Napisany został w języku Lisp.
Zadaniem systemu Mycin było zdiagnozowanie bakteryjnej choroby krwi i zaproponowanie odpowiedniej terapii. Bazę wiedzy stanowił zestaw reguł IF-THEN stworzony przez konsylium lekarskie z tego zakresu. Początkowo reguł tych było 200, po późniejszych modyfikacjach wzrosła ona do około 600.
Przykładowa reguła:
IF Kultura bakteryjna rozwinęła się we krwi
AND odczyn jest gramopozytywny
AND bakterie wniknęły przez jelito i żołądek
OR miednica jest miejscem infekcji
THEN Istnieją silne poszlaki (0,7), że klasą bakterii, które są za to odpowiedzialne jest Enterobacteriaceae.
0,7 to poziom ufności danej reguły (z przedziału -1 do +1).
Praca systemu Mycin polegała na dialogu z lekarzem, w czasie którego lekarz przekazywał swoją wiedzę dotyczącą badanej próbki krwi (m.in. wiek i płeć pacjenta, data pobrania krwi itp.). Po zadaniu około 50-60 pytań Mycin wyświetlał wyniki do jakich doszedł.
Zaletą systemu była szybkość podejmowania trafnych decyzji, do których nie potrzebował wyników czasochłonnych badań krwi ani wszystkich odpowiedzi na zadane lekarzowi pytania.